# Luchthaven Macau
Macau International Airport is de enige luchthaven van Macau. Het vliegveld wordt veel gebruikt als tussenlink tussen het vasteland van China en Taiwan. De luchthaven ligt op het eiland Taipa en heeft een startbaan aangelegd in zee.
- AirAsia (Kuala Lumpur)
  - Thai AirAsia (Bangkok-Suvarnabhumi)
- Air China (Peking)
- Air Macau (Bangkok-Suvarnabhumi, Peking, Chengdu, Haikou, Kaoshiung, Nanking, Osaka-Kansai, Seoel-Incheon, Shanghai-Pudong, Shenzhen, Taipei-Taoyuan, Xiamen)
- Cebu Pacific (Manilla)
- China Eastern Airlines (Shanghai)
- EVA Air (Kaoshiung, Taipei-Taoyuan)
- Jetstar Asia Airways (Singapore)
- Shanghai Airlines (Shanghai)
- Shenzhen Airlines (Wuxi)
- Tiger Airways (Singapore)
- TransAsia Airways (Kaoshiung, Taipei-Taoyuan)
- Xiamen Airlines (Fuzhou, Hangzhou, Xiamen)